# 4456 Mawson
4456 Mawson è un asteroide della fascia principale. Scoperto nel 1989, presenta un'orbita caratterizzata da un semiasse maggiore pari a 2,3751355 UA e da un'eccentricità di 0,2781327, inclinata di 15,02824° rispetto all'eclittica.